# Wacław Zimpel
Wacław Zimpel (ur. 27 lipca 1983 w Poznaniu) – polski klarnecista grający muzykę improwizacyjną. W swojej twórczości łączy elementy jazzu, polskiej muzyki ludowej, klezmerskiej i muzyki Bliskiego Wschodu. Lider zespołów The Light, Hera, Wacław Zimpel Quartet, Undivided i Four Walls. Współpracował m.in. z Klausem Kugelem, Hamidem Drakiem, Steve’em Swellem, Bobbym Few, Perrym Robinsonem, Christianem Ramondem, Dave’em Rempisem, Joem McPhee, Markiem Tokarem, Michaelem Zerangiem, Maallemem Mokhtarem Ganią, Giridharem Udupą, Raphaelem Rogińskim oraz Mikołajem Trzaską.
Zimpel jest absolwentem poznańskiej Akademii Muzycznej oraz Hochschule für Musik und Theater w Hanowerze. Jako muzyków, którzy go inspirowali, wymienia Erica Dolphy’ego, Johna Coltrane’a, Ornette’a Colemana, Jimmy’ego Giuffre, Antona Weberna oraz Igora Strawińskiego.
Zimpel został nazwany jednym z europejskich kontynuatorów idei słynnego klarnecisty free jazzowego Erica Dolphy’ego.

## Dyskografia
| - Wacław Zimpel Massive Oscillations (2020, Ongehoord) - Zimpel/Ziołek Zimpel/Ziołek (2017, Instant Classic) - Saagara 2 (2017, Instant Classic) - LAM (Zimpel, Dys, Zemler) LAM (2016, Instant Classic) - Wacław Zimpel Lines (2015, Instant Classic) - Wacław Zimpel To Tu Orchestra Nature Moves (2014, For Tune) - Mikołaj Trzaska Ircha Clarinet Quartet Black Bones (2014, Kilogram) - Hera with Hamid Drake Seven Lines (2013, MultiKulti) - Mikołaj Trzaska Trzaska gra Różę (2013, Kilogram) - Wacław Zimpel Quartet Stone Fog (2013, For Tune) - Mikołaj Trzaska Ircha Clarinet Quartet Zikaron – Lefanai (2012, Kilogram) - Miłobędzka/Zimpel Tyle tego ty (2012, Fundacja Malta) - Zimpel/Robinson/Zerang/Rogiński Yemen: Music for the Yemenite Jews (2012, MultiKulti) |  | - The Resonance Ensemble What Country Is This? (2012, Not Two) - Mikołaj Trzaska Ircha Clarinet Quartet Watching Edward (2011, Kilogram) - Hera Where My Complete Beloved Is (2011, MultiKulti) - Undivided Moves Between Clouds (2011, MultiKulti) - The Resonance Ensemble Kafka in Flight (2011, Not Two) - Reed Trio Last Train to the First Station (2011, Kilogram) - Hera Hera (2010, MultiKulti) - Mikołaj Trzaska Ircha Clarinet Quartet feat. Joe McPhee Lark Uprising (2010, MultiKulti) - Undivided The Passion (2010, MultiKulti) - Afekty The Light (2009, MultiKulti) - Zimpel/Traczyk/Rasz Trio The Light (2008, MultiKulti) - Zimpel/Daisy Four Walls (2008, MultiKulti) |

## Nagrody i wyróżnienia
| Rok  | Kategoria        | Tytułem       | Nagroda             | Nota      | Źródło |
| ---- | ---------------- | ------------- | ------------------- | --------- | ------ |
| 2014 | Muzyka popularna | Wacław Zimpel | Paszport „Polityki” | Nominacja | [ 4 ]  |
| 2016 | Muzyka popularna | Wacław Zimpel | Paszport „Polityki” | Wygrana   | [ 5 ]  |